# Jan Burssens
Jan Burssens (né le 27 juin 1925 à Malines et mort le 11 janvier 2002 à Nevele) est un peintre belge flamand.

## Biographie
Jan Pieter Elisabeth Burssens est né à Malines le 27 juin 1925. Son père est le professeur Amaat Burssens (1897-1983), linguiste et spécialiste des langues africaines, il est l'un des fondateurs du programme d'études africaines à l'Université de Gand en 1958. Sa mère est Gabriella Jansen (1899-1948). Il a deux frères et une sœur, l'artiste plasticienne et décoratrice Frida Burssens. 

## Collections Publiques
Arlon, Musée Gaspar, Collection de l'Institut archéologique du Luxembourg, lithographies, 
Bruxelles, Musées Royaux des Beaux-Arts. 